# Дельсарт, Жан Фредерик
Жан Фредерик Огюст Дельсарт (фр. Jean Frédéric Auguste Delsarte; 19 октября 1903 — 28 ноября 1968) — французский математик, один из основателей группы математиков Бурбаки.
Основные результаты получены в:
- функциональном анализе,
- теории групп,
- физике.

В гармоническом анализе Дельсарт дал обобщение функций, периодических в среднем (1934), а затем широкое обобщение формулы Тейлора. Он является одним из создателей теории операторов обобщённого сдвига.